# ピエール・カシラギ
ピエール・レーニエ・ステファノ・カシラギ（Pierre Rainier Stefano Casiraghi, 1987年9月5日 - ）は、モナコ公国の公室の公子。
モナコ公女カロリーヌの次男。父はカロリーヌの2人目の夫でイタリア人実業家のステファノ・カシラギ（1990年に事故で死亡）。兄にアンドレア・カシラギ、姉にシャルロット・カシラギ、異父妹にアレクサンドラ・フォン・ハノーファー（父はカロリーヌ公女の3番目の夫であるエルンスト・アウグスト5世）らがいる。

## 来歴
フランス語、イタリア語、英語に堪能。サクソフォーンの演奏を趣味としている。
現在、イタリアのミラノに在住、ボッコーニ大学で経済学を学んでいる。父親の遺した会社（現在、親族が管理）の経営に携わるためとの観測がある。
2015年にイタリア貴族アローナ伯爵令嬢ベアトリーチェ・ボロメオと結婚。
2017年2月28日、長男のステファノ (Stefano Ercole Carlo) が誕生した。
2018年5月21日には、次男のフランチェスコ (Francesco Carlo Albert) が生まれた。

### キャリア
2009年6月、1984年に父親が設立したモナコを拠点とする建設会社の過半数の株主になった。株式の大部分の名前による買収は、Milan Bird & Birdに拠点を置く法律事務所によって行われた。Sail for a Cause（貧しい国からの深刻な病状を持つモナコの子供たちで活動するために使用されるレガッタ2）のボスであり、モナコのヨットクラブの副会長も兼任している。
2014年、ケープトゥリオとマイアミゴールドカップ2の優勝者でもある。